# Bosančica
Bosančica je morfološki i ortografski osobita inačica ćirilice koja se rabila u Bosni (franjevci: M. Divković, I. Bandulavić, P. Posilović i dr.), Dubrovniku (diplomatika, Dubrovački lekcionar, početak XVI. st.; Libro od mnozijeh razloga, 1520. itd.) i srednjoj Dalmaciji. Uz glagoljicu i latinicu, bosančica je hrvatsko narodno pismo.

## Nazivi
Pojavljuju se još i nazivi: harvacko pismo (Dmine Papalić), rvasko pismo, arvatica, arvacko pismo (Povaljska listina nastala na Braču 1250. godine, dodatak Poljičkom statutu iz 1655.), bosanica (Stjepan Zlatović), bosanska azbukva (Ivan Berčić), bosanska ćirilica (Franjo Rački), hrvatsko-bosanska ćirilica (Ivan Kukuljević Sakcinski), bosansko-dalmatinska ćirilica (Vatroslav Jagić), bosanska brzopisna grafija (Jevfimij Fjodorovič Karski), zapadna varijanta ćirilskog brzopisa (Petar Đorđić), zapadna (bosanska) ćirilica (Stjepan Ivšić), poljičica, poljička azbukvica (u narodu Poljicâ – Frane Ivanišević), serbska slova (Matija Divković).

## Grafija i transliteracija
Osnovna razlika između zapadne ćirilice i ostalih ćirilskih pisama sastoji se u razlikama u pravopisu, a manje u morfologiji pojedinih slova. Pojedini autori izdvajaju različita slova kao karakteristična posebno za novovjeki hrvatski ili bosanski ćirilski brzopis (bosančicu), ali većina ih uzima kao karakteristična slova: b, v, č, ž, no treba uzeti u obzir da je to dosta provizoran način odvajanja bosančice od drugih ćirilskih pisama.  
Najkarakterističniji grafem bosančice je đerv. On je korišten za označavanje glasova /t͡ɕ/ i /dʑ/, a kod nekih autora u pozicijama prije ili iza grafema za /l/ i /n/ je složio za označavanje palatalizacije tih glasova u /ʎ/ i /ɲ/.  Taj je grafem iz bosančice preuzeo za glas /t͡ɕ/  Vuk Karadžić pri reformiranju srpske ćirilice. Za označavanje /t͡ɕ/ se također, po uzoru na glagoljicu, koristilo i slovo šta, posebice u skupovima <šć>.  Po uzoru na talijansku grafiju /dʑ/ se znalo označavati i grafemom za g. 
Glas /d͡ʒ/ se označavao grafemom za glas /t͡ʃ/.
Glas /j/ se najčešće pisao slovom jat, no često i osmeričkim i i 
Palatalizacija se glasova /l/ i /n/, kao što je već rečeno, označavala đervom, osmeričkim i, ili prema talijanskom pravopisu sljedovima <gl> i <gn>.
Vrijedi napomenuti da se glas /t͡ɕ/  u Dubrovniku često nije niti bilježio nego se jednostavno bilježio grafemom za glas /k/.
Za muslimanske ćirilične tekstove je također karakteristična zamjena grafema za  /t͡s/ i /t͡ʃ/, zamjena glasova /o/ i /u/, te umetanje grafema a, e, i i o unutar suglasničkih skupina. Također se pronalazi i zamjena zvučnih i bezvučnih suglasnika.
U bosančici nema već od rana nosnih glasova, neko vrijeme se održao samo jedan, meki, poluglas. Posebni znakovi za sljedove je i ja su izuzetno rijetki, dočim upravo dvoglasi za ta dva sloga čine osnovnu značajku crkvenosrpske ćirilice. Za razliku od njih poseban glas za slijed ju je vrlo čest, iako se i za njega koriste sljedovi grafema jat + u, iznimno se koristio i za označavanje slijeda j + o. U nekim tekstovima se prednji dio dvoglasa počeo koristiti za označavanje glasa /j/.
Za bosančicu su karakteristični i posebni znakovi za označavanje brojeva. Ističu se znakovi za brojeve 6, 9, 10, 60, 90, 500, 700, 800, 900 i 1000. Zaključci koji se daju donijeti je da sustava često ne podudara ćiriličnom, da preuzima neke znakove iz glagoljice i da na području Dalmacije u bosančici ne postoji jedinstven sustav bilježenja brojeva.
Trenutačna praksa transliteracije je šarolika i kreće se između pokušaja transkripcije i potpune transliteracija, ali zbog šarolikosti i mnogobrojnosti grafema za sada je teško moguće dati potpuno rješenje za transliteraciju na latinicu koje bi odgovarala i povjesničarima i jezikoslovcima. Zadnji važniji doprinosu su oni Ivana Botice i Ružice Brčić u izdavanju hrvatskoćiriličnog materijala Državnog Arhiva u Zagrebu i Matea Žagara pri izdavanju Libro od mnozijeh razloga.

## Povijest
Paleografija i povijesno jezikoslovlje razlikuju tri središta zračenja bosančice: Dubrovnik, srednju Dalmaciju te Bosnu i Hum. Najraniji dokumenti bosančice su nastalu na temelju bosansko-humske epigrafike (najznačajni primjer je Humačka ploča iz 11.st., očuvana u franjevačkom samostanu u Humcu kod Ljubuškog u Hercegovini), natpisa na sakralnim objektima na otocima u srednjoj Dalmaciji (Povaljski prag na Povljima u Braču iz 1180.), te diplomatskih tekstova (Povelja Kulina bana iz 1189). Među najranijim su tekstovima i Povaljska listina (Brač, 1250., prijepis starijega predloška koji je napisao splitski kanonik Ivan), list omiškoga kneza Đure Kačića općini dubrovačkoj (1276.). 
U korpus tekstova pisanih bosančicom spadaju poglavito sljedeći tekstovi:
- spisi bosanskih krstjana, nastali najviše u 14. i 15. stoljeću, arhaičnoga crkvenoslavenskoga izričaja, no protkanoga ikavizmima. Istaknuti su tekstovi Hvalov zbornik i Mletačka apokalipsa
- epigrafika mramorova/stećaka, nastala ponajviše od 13. do 15. stoljeća. Jezik je mješavina štokavsko-čakavska (šćakavska) i crkvenoslavenska, prevladava ikavski refleks jata i morfološka obilježja miješanoga idioma
- bosansko-humska diplomatika, često s Dubrovnikom, od 12. do 15. st. Jezik u tekstovima vremenom poprima sve više značajki vernakulara, no zadržava crkvenoslavenski supstrat. Idiom je također šćakavski, štokavsko-čakavski, a jat je uglavnom ikavski, a katkad i jekavski
- srednjodalmatinski pravni i historiografski spisi, od kojih su najznačajniji Hrvatska kronika (početak 16. st.) i tekstovi Poljičke republike od 15. do 17. stoljeća, među kojima se ističe Poljički statut iz 1440. Jezik je u tim tekstovima uglavnom čisti narodni, čakavskoga narječja
- Dubrovački liturgijski spisi (lekcionari, molitvenici, oficiji), najviše u 15. i 16. stoljeću. Najpoznatiji je tekst Libro od mnozijeh razloga, 1520. U tim je djelima jezik narodni, štokavsko-jekavskoga narječja
- mnogobrojna djela bosanskih i hercegovačkih franjevaca, od početka 17. stoljeća do sredine 18. st. Pokriva sva područja liturgijske književnosti, vjerskopoučne i polemičke tekstove, kao i historiografske zapise, franjevačke ljetopise i kronike. Jezik je prvo staroštokavski ijekavski, a kasnije novoštokavski ikavski. Najpoznatija su djela Matije Divkovića Besjede iz 1616., te Pavla Posilovića (Naslađenje duhovno, 1639.) i Stjepana Matijevića (Ispovjedaonik, 1630.).
- crkvene knjige rođenih, vjenčanih i umrlih. Na području starohrvatske župe Radobilje, župe susjedne Poljičkoj Republici, crkvene knjige su pisane arvaticom do 1867. godine (primjerice, Dobranje,[10][11] a od te godine se pišu latinicom.

## Rasprostranjenost

### Hrvatska
U Hrvatskoj se osim bosančice između 15. i 19. stoljeća rabila miniskula srodna s bosančicom koju se uobičajeno naziva »hrvatskom ćirilicom«. Spomenike na bosančici i hrvatskoj ćirilici (B. Zelić-Bučan naglašava da bismo ovu vrstu ćirilice trebali nazivati hrvatskom redakcijom ćirilice) nalazimo na području Hrvatske u južnim biskupijama (zadarskoj, šibenskoj, skradinskoj, trogirskoj, splitskoj, makarskoj hvarskoj), turskoj Dalmaciji, Dubrovniku s okolicom, Slavoniji te u kancelarijima Zrinskih i Keglevića. Od otoka, nalazimo ju na Braču (pustinja Blaca), Hvaru (Sućuraj, crkva sv. Jurja, spomen-ploča iz 1655.)

### BiH
Na čitavom teritoriju današnje BiH. Korištena pri pisanju različitih vrsta dokumenata, djela, natpisa tokom srednjeg i novog vijeka sve do 20. stoljeća. Među muslimanskim bošnjaškim obiteljima upotreba bosančice se nastavlja i iza Drugog svjetskog rata, iako tada sve više jenjava. U zadnjem vremenskom periodu karakteristična za ženski dio obitelji ruralnih begovskih obitelji.
- Hercegovina/Hum
- Bosna (s Usorom i Soli) i "Turska" Hrvatska

### Crna Gora
Razvitak brzopisa na današnjem području države Crne Gore najmanje je proučen. Čini se da se brzopis vrlo srodan onom s područja Dalmacije, Hercegovine i Bosne upotrebljavao u krajevima Crne Gore koji graniče s Hercegovinom (usp. Hum) te u područjima koji su bili pod mletačkom vlašću. Boka kotorska je poznavala samo tu vrstu brzopisa. No, sveukupno bokokotorsko-crnogorski pojas u kojem se rabila ta vrsta ćirilice bio je ograničen i uzak. Zapadnu ćirilicu kojom su se služili na području Crne Gore (pr. knez Luka iz Maine, kneza i svih Banjana u dopisima s Dubrovnikom) valja razlikovati od bekavice, crnogorske vrste brzopisa kojom su se služile crnogorske vladike (i "samozvanac" Šćepan Mali); ona nema nikakve sličnosti s bosančicom, ni morfološki, ni grafijski, ni jezično. Između bosančice i bekavice postojao je veći broj inačica (pr., neki dokumenti iz Paštrovića).

## Galerija
- Humačka ploča
- Kočerinska ploča
- Samostanski spisi pisani arvaticom, pustinja Blaca, otok Brač
- Hrvatska ćirilica: Oče naš i Zdravo Marijo prema Divkovićevu duktusu

## Vanjske poveznice
- Kulturnopovijesne raščlane: bosančica
- Bosančica članak na engleskom
- Bosančica - hrvatska ćirilica
- Dalmatinski kodeks bosanskih krstjana
- Poljiška glagoljica ili poljiška azbukvica
- Radovi Zavoda povij. znan. HAZU u Zadru Milko Brković: Zadarsko-poljičke isprave iz XVIII. stoljeća, sv. 47/2005., str. 247–289. (kopirane slike, kako je izgledala arvatica izvorno na papiru)
- Benedikta Zelić Bučan: Bosančica u srednjoj Dalmaciji
- Marinka Šimić: Jezik srednjovjekovnih kamenih natpisa iz Hercegovine
- Darko Žubrinić: Croatian Cyrillic Script, croatianhistory.net, 1995. (engl.)
- Hrvatska revija: Hrvatska ćirilična baština  Arhivirana inačica izvorne stranice od 19. veljače 2021. (Wayback Machine)